# Nekrolog 1. Quartal 1999
Nekrolog
◄◄
| ◄
| 1995
| 1996
| 1997
| 1998
| 1999 | 2000 | 2001 | 2002 | 2003 | ► | ►►
1. Quartal |
2. Quartal |
3. Quartal |
4. Quartal 1999
Weitere Ereignisse | Allgemeiner Nekrolog 1999
Die Beschreibung der verstorbenen Person sollte so kurz wie möglich gehalten sein und nur deren signifikante Tätigkeit(en) enthalten.
Neue Namen ggf. auch unter dem Geburts- und Sterbedatum, also etwa unter 1. Januar und im Geburts- und Sterbejahr (2024) eintragen (nur bei entsprechender großer Wichtigkeit). Für Beispiele siehe die schon vorhandenen Artikel.
Außerdem über die fünf zuletzt Verstorbenen, zu denen es einen ausreichend guten Artikel für eine Präsentation auf der Hauptseite gibt, nach der todesbedingten Überarbeitung der Artikel ggf. auch unter Wikipedia Diskussion:Hauptseite informieren und sie am besten auch in den anderen Wikipedia-Sprachversionen eintragen. Tipp: Regelmäßig bei news.google.de nach „ist tot“, „gestorben“ oder „verstorben“ suchen.
Wenn eine Person gestorben ist, gibt es viele Seiten zu dieser Person in der Wikipedia, die davon auch betroffen sind und entsprechend aktualisiert werden müssen. Beispiele: Namenübersichtsseite, Geburtsjahr, Geburtsort-Seiten und viele mehr.
Wie finde ich die betroffenen Seiten?
Im Suchfeld auf der linken Seite gibt man den Suchbegriff so ein: „Vorname Nachname“. Dann klickt man auf Volltext und alle Seiten mit entsprechendem Suchtext werden aufgerufen. Hier sieht man dann schnell, wo auch das Todesjahr Sinn macht oder sogar ein Teil des Artikels angepasst werden muss. Auch hilft das „Werkzeug“ auf der linken Seite sehr gut, um solche Seiten aufzufinden: „Links auf diese Seite“. Somit ist die Wikipedia wieder aktuell in allen Bereichen! Hinweis: bei Eintragung der Kategorie „Gestorben JAHR“ wird der Missbrauchsfilter 49 ausgelöst, was jedoch nicht schlimm ist. Siehe: Spezial:Missbrauchsfilter/49
Dies ist eine Liste von im ersten Quartal 1999 verstorbenen bekannten Persönlichkeiten. Die Einträge erfolgen innerhalb der einzelnen Daten alphabetisch sortiert. Tiere sind im Nekrolog für Tiere zu finden.

## Januar
| Tag        | Name                             | Beruf, bekannt als                                                                                      | Alter | Beleg |
| ---------- | -------------------------------- | --- | ----- | ----- |
| 1. Januar  | Vítor Baptista                   | portugiesischer Fußballspieler                                                                          | 50    |       |
| 1. Januar  | Jan Boomers                      | deutscher Maler, Graphiker und Radierer                                                                 | 71    |       |
| 1. Januar  | Helena Fliśnik                   | polnische Sprinterin und Weitspringerin                                                                 | 46    |       |
| 1. Januar  | Henry Glade                      | deutsch-US-amerikanischer Sprachwissenschaftler und Hochschullehrer                                     | 78    |       |
| 1. Januar  | Paulus Gordan                    | deutscher Benediktinermönch                                                                             | 86    |       |
| 1. Januar  | Rafael Iglesias                  | argentinischer Boxer                                                                                    | 74    |       |
| 1. Januar  | Hugo Ohliger                     | deutscher Architekt, bayerischer Baubeamter und Politiker (CSU)                                         | 78    |       |
| 1. Januar  | Friedel Reuther                  | deutscher Fußballspieler                                                                                | 56    |       |
| 1. Januar  | Henry Tiller                     | norwegischer Boxer                                                                                      | 84    |       |
| 2. Januar  | Karl-Heinz Bringer               | deutscher Raketentechniker                                                                              | 90    |       |
| 2. Januar  | Anton Frühauf                    | italienischer Juwelier                                                                                  | 84    |       |
| 2. Januar  | Sebastian Haffner                | deutscher Buchautor und Journalist; ein früher Gegner Hitlers                                           | 91    |       |
| 2. Januar  | Hermann Gerhard Hertz            | deutscher Physikochemiker                                                                               | 76    |       |
| 2. Januar  | Eduard Klein                     | deutscher Autor                                                                                         | 75    |       |
| 2. Januar  | Johann-Otto Krieg                | deutscher Marineoffizier                                                                                | 79    |       |
| 2. Januar  | Rolf Liebermann                  | Schweizer Komponist und Intendant                                                                       | 88    |       |
| 2. Januar  | Georg Michel                     | deutscher Linguist und Hochschullehrer                                                                  | 72    |       |
| 2. Januar  | Harvey Perrin                    | kanadischer Musikpädagoge, Geiger, Bratscher und Chordirigent                                           | 93    |       |
| 2. Januar  | Peter Fletcher                   | britischer Offizier der Luftstreitkräfte des Vereinigten Königreichs                                    | 82    |       |
| 2. Januar  | Willi Rom                        | deutscher Kommunist, GRU-Funktionär und Spanienkämpfer                                                  | 87    |       |
| 2. Januar  | Horst Seeger                     | deutscher Musikwissenschaftler, Dramaturg und Intendant                                                 | 72    |       |
| 3. Januar  | Matthias Büchel                  | deutscher Sänger und Dirigent                                                                           | 86    |       |
| 3. Januar  | Rolf Crummenauer                 | deutscher Künstler und Hochschullehrer                                                                  | 73    |       |
| 3. Januar  | Georg König                      | deutscher SS-Hauptscharführer                                                                           | 87    |       |
| 3. Januar  | Helmut Ludwig                    | deutscher protestantischer Geistlicher und Schriftsteller                                               | 68    |       |
| 3. Januar  | Violet Olney                     | britische Leichtathletin                                                                                | 87    |       |
| 3. Januar  | Jerry Quarry                     | US-amerikanischer Boxer                                                                                 | 53    |       |
| 4. Januar  | Carlo Cavalla                    | italienischer Geistlicher, Bischof von Casale Monferrato                                                | 79    |       |
| 4. Januar  | Iron Eyes Cody                   | US-amerikanischer Schauspieler                                                                          | 94    |       |
| 4. Januar  | Grete Keilson                    | deutsche Politikerin (KPD, SED)                                                                         | 93    |       |
| 4. Januar  | Erich Markel                     | rumänisch-US-amerikanischer Jurist und Hochschullehrer                                                  | 78    |       |
| 4. Januar  | Wolfgang Schlachter              | deutscher Finnougrist                                                                                   | 90    |       |
| 4. Januar  | Konrad Simmer                    | deutscher Bauingenieur                                                                                  | 79    |       |
| 4. Januar  | Jaak Tamm                        | estnischer Politiker                                                                                    | 48    |       |
| 4. Januar  | Kisshōmaru Ueshiba               | japanischer Aikidō-Meister                                                                              | 77    |       |
| 5. Januar  | Charles Francis Adams IV         | US-amerikanischer Wirtschaftsmanager und Unternehmer                                                    | 88    |       |
| 5. Januar  | Donald Leroy Evans               | US-amerikanischer Serienmörder                                                                          |       |       |
| 5. Januar  | Rolf Gutbrod                     | deutscher Architekt und Hochschullehrer                                                                 | 88    |       |
| 5. Januar  | Jarmila Nygrýnová                | tschechische Weitspringerin                                                                             | 45    |       |
| 5. Januar  | Paul Maurice Zoll                | US-amerikanischer Kardiologe                                                                            | 87    |       |
| 6. Januar  | David W. Dennis                  | US-amerikanischer Politiker                                                                             | 86    |       |
| 6. Januar  | Joseph Kureethara                | indischer Geistlicher, Bischof von Cochin                                                               | 69    |       |
| 6. Januar  | Joseph Malta                     | US-amerikanischer Militärpolizist und Henker                                                            | 80    |       |
| 6. Januar  | Ntsu Mokhehle                    | lesothischer Politiker, Premierminister von Lesotho                                                     | 80    |       |
| 6. Januar  | Michel Petrucciani               | französischer Jazzpianist                                                                               | 36    |       |
| 6. Januar  | Lajos Tichy                      | ungarischer Fußballspieler und -trainer                                                                 | 63    |       |
| 6. Januar  | Leo Weilenmann                   | Schweizer Radrennfahrer                                                                                 | 76    |       |
| 6. Januar  | Ingeborg Wurster                 | deutsche Journalistin und Fernsehmoderatorin                                                            | 67    |       |
| 7. Januar  | Bartolomé Carrasco Briseño       | mexikanischer Geistlicher, Erzbischof von Antequera                                                     | 80    |       |
| 7. Januar  | Fritz Hopf                       | deutscher Ingenieur, Unternehmer und Mäzen                                                              | 91    |       |
| 7. Januar  | Fred Hopkins                     | US-amerikanischer Jazzbassist                                                                           | 51    |       |
| 7. Januar  | Fritz Ruland                     | deutscher Radrennfahrer                                                                                 | 84    |       |
| 7. Januar  | Johann Ungersböck                | österreichischer Politiker (ÖVP), Landtagsabgeordneter                                                  | 71    |       |
| 8. Januar  | Rudolf Irmler                    | deutscher evangelischer Theologe, Autor                                                                 | 91    |       |
| 8. Januar  | Erich Plenge                     | deutscher Autor und Zeitungsverleger                                                                    | 88    |       |
| 8. Januar  | Peter Seeberg                    | dänischer Schriftsteller                                                                                | 73    |       |
| 8. Januar  | Johannes Wasmuth                 | deutscher Politiker (CDU), MdL                                                                          | 94    |       |
| 9. Januar  | Carl Elliott                     | US-amerikanischer Politiker                                                                             | 85    |       |
| 9. Januar  | Hans Mokka                       | deutscher Sänger klassischer Musik und Literat                                                          | 86    |       |
| 9. Januar  | Wilhelmina Jacoba Moussault-Ruys | niederländische Landschaftsgärtnerin                                                                    | 94    |       |
| 9. Januar  | Jim Peters                       | britischer Langstreckenläufer                                                                           | 80    |       |
| 9. Januar  | Fernando Ramon Prego Casal       | kubanischer Geistlicher, Bischof von Santa Clara                                                        | 71    |       |
| 9. Januar  | Kurt Walz                        | deutscher Bauingenieur und Beton-Experte                                                                | 94    |       |
| 10. Januar | Stella Bloch                     | US-amerikanische Journalistin, Autorin und Zeichnerin                                                   | 101   |       |
| 10. Januar | Hertha Frey-Dexler               | Schweizer Eiskunstläuferin                                                                              | 81    |       |
| 10. Januar | Joseph Harnest                   | deutscher Zeichner und Graphiker, Professor für freies Zeichnen, Darstellende Geometrie und Perspektive | 61    |       |
| 10. Januar | Walter Harris                    | kanadischer Politiker (Liberale Partei)                                                                 | 94    |       |
| 10. Januar | Anatoli Platonowitsch Prudnikow  | russischer Mathematiker                                                                                 | 71    |       |
| 10. Januar | Primož Ramovš                    | slowenischer Komponist, Musikwissenschaftler und Bibliothekar                                           | 77    |       |
| 11. Januar | Teuvo Aura                       | finnischer Politiker                                                                                    | 86    |       |
| 11. Januar | Big Steve                        | US-amerikanischer Rapper                                                                                | 24    |       |
| 11. Januar | Achille Clarac                   | französischer Botschafter                                                                               | 95    |       |
| 11. Januar | Fabrizio De André                | italienischer Liedermacher                                                                              | 58    |       |
| 11. Januar | Brian Moore                      | irisch-kanadischer Schriftsteller und Drehbuchautor                                                     | 77    |       |
| 11. Januar | Josefina Pla                     | paraguayische Schriftstellerin und Töpferin                                                             | 95    |       |
| 11. Januar | Naomi Mitchison                  | britische Science-Fiction- und Fantasy-Schriftstellerin                                                 | 101   |       |
| 11. Januar | Daniel Enrique Núñez Núñez       | panamaischer Geistlicher, Bischof von David                                                             | 71    |       |
| 11. Januar | François Spoerry                 | französischer Architekt                                                                                 | 86    |       |
| 12. Januar | Leo Cherne                       | US-amerikanischer Unternehmensberater                                                                   | 86    |       |
| 12. Januar | Ricardo Espala                   | uruguayischer Fußballspieler                                                                            | 40    |       |
| 12. Januar | Gustav Adolph von Halem          | deutscher Diplomat und Filmkaufmann                                                                     | 99    |       |
| 12. Januar | Betty Lou Gerson                 | US-amerikanische Schauspielerin                                                                         | 84    |       |
| 12. Januar | Dieter Rüdiger                   | deutscher Psychologe und Hochschullehrer                                                                | 74    |       |
| 12. Januar | Maria Sander                     | deutsche Leichtathletin                                                                                 | 74    |       |
| 12. Januar | Doug Wickenheiser                | kanadischer Eishockeyspieler                                                                            | 37    |       |
| 13. Januar | Hammy Howell                     | britischer Pianist und Keyboarder                                                                       | 44    |       |
| 13. Januar | Buzz Kulik                       | US-amerikanischer Filmregisseur                                                                         | 76    |       |
| 13. Januar | Karl Lieffen                     | deutscher Bühnen-, Film- und Fernsehschauspieler                                                        | 72    |       |
| 13. Januar | Paola Loew                       | österreichische Schauspielerin und Hörspielsprecherin                                                   | 64    |       |
| 13. Januar | Muhammad Mamle                   | kurdischer Musiker und Sänger                                                                           |       |       |
| 13. Januar | Claus Mosler                     | deutscher Bankier und Unternehmer in Köln                                                               | 85    |       |
| 13. Januar | Franz A. Stein                   | deutscher Musikwissenschaftler und Musikforscher                                                        | 70    |       |
| 13. Januar | Lawrence Harold Welsh            | US-amerikanischer Geistlicher, Bischof von Spokane                                                      | 63    |       |
| 14. Januar | Aldo van Eyck                    | niederländischer Architekt                                                                              | 80    |       |
| 14. Januar | Jerzy Grotowski                  | polnischer Regisseur und Theaterleiter, -methodiker, -theoretiker und -reformer                         |       |       |
| 14. Januar | Janus Hellemons                  | niederländischer Radrennfahrer                                                                          | 86    |       |
| 14. Januar | James Cullen Martin              | US-amerikanischer Chemiker                                                                              | 71    |       |
| 14. Januar | Muslimgauze                      | englischer Musiker aus dem Bereich der elektronischen Musik                                             | 37    |       |
| 14. Januar | Fred Myrow                       | US-amerikanischer Komponist und Pianist                                                                 | 59    |       |
| 14. Januar | Sabina Olmos                     | argentinische Filmschauspielerin und Sängerin                                                           | 85    |       |
| 14. Januar | Raymond Peynet                   | französischer Grafiker                                                                                  | 90    |       |
| 14. Januar | Helene Rahms                     | deutsche Journalistin und Autorin                                                                       | 80    |       |
| 14. Januar | Bernhard Slovsa                  | österreichischer Ordensgeistlicher, Abt des Stiftes Stams (1973 bis 1985)                               | 79    |       |
| 14. Januar | Günther Viezenz                  | deutscher Offizier, zuletzt Oberst der Bundeswehr                                                       | 77    |       |
| 15. Januar | Betty Box                        | britische Filmproduzentin                                                                               | 83    |       |
| 15. Januar | Robert Lowry, Baron Lowry        | britischer Jurist                                                                                       | 79    |       |
| 15. Januar | Marion Ryan                      | britische Sängerin                                                                                      | 67    |       |
| 16. Januar | John Einar Åberg                 | schwedischer Schriftsteller und Drehbuchautor                                                           | 90    |       |
| 16. Januar | Oscar Cullmann                   | evangelischer Theologe                                                                                  | 96    |       |
| 16. Januar | Judith Kestenberg                | US-amerikanische Psychoanalytikerin                                                                     | 88    |       |
| 16. Januar | Othmar Matzke                    | österreichischer Offizier und Ritterkreuzträger                                                         | 84    |       |
| 16. Januar | Sepp Schuster                    | österreichischer Architekt                                                                              | 74    |       |
| 16. Januar | Gérard Vandenberg                | niederländischer Kameramann                                                                             | 66    |       |
| 16. Januar | Frank Vogel                      | deutscher Regisseur und Drehbuchautor                                                                   | 69    |       |
| 16. Januar | Hetty Voûte                      | niederländische Widerstandskämpferin                                                                    | 80    |       |
| 17. Januar | Renford Bambrough                | britischer Philosoph                                                                                    | 72    |       |
| 17. Januar | Cay-Hugo von Brockdorff          | deutscher Bildhauer, Kunstwissenschaftler und Widerstandskämpfer                                        | 83    |       |
| 17. Januar | Nicholas Corea                   | US-amerikanischer Drehbuchautor, Filmproduzent und Filmregisseur; Schriftsteller                        | 55    |       |
| 17. Januar | Erich Höhne                      | deutscher Fotograf                                                                                      | 86    |       |
| 17. Januar | Theodore Major                   | britischer Künstler                                                                                     | 90    |       |
| 18. Januar | Otto Föllinger                   | deutscher Mathematiker, Physiker und Professor für Regelungstechnik                                     | 74    |       |
| 18. Januar | Eberhard Gerhardt                | deutscher Agrar- und Wirtschaftswissenschaftler                                                         | 88    |       |
| 18. Januar | Walter Ulrich Guyan              | Schweizer Prähistoriker und Direktor des Museums zu Allerheiligen in Schaffhausen                       | 88    |       |
| 18. Januar | Rudolf Häsler                    | Schweizer Maler                                                                                         | 71    |       |
| 18. Januar | Alfred Heer                      | Schweizer Politiker (FDP)                                                                               | 81    |       |
| 18. Januar | Lothar Hentschel                 | deutscher Politiker (SPD), MdL                                                                          | 68    |       |
| 18. Januar | Rudolf Meinhold                  | deutscher Geophysiker und Erdölgeologe                                                                  | 87    |       |
| 18. Januar | Marian Papahagi                  | rumänischer Romanist, Italianist, Rumänist und Literaturkritiker                                        | 50    |       |
| 18. Januar | Otto Plöger                      | deutscher evangelischer Theologieprofessor                                                              | 88    |       |
| 18. Januar | Henri Romagnesi                  | französischer Mykologe                                                                                  | 86    |       |
| 18. Januar | Alden K. Sibley                  | US-amerikanischer Militär, Generalmajor der United States Army                                          | 88    |       |
| 18. Januar | Günter Strack                    | deutscher Schauspieler                                                                                  | 69    |       |
| 18. Januar | Reginald Zupancic                | österreichischer Ordensgeistlicher und Abt des Stiftes Melk (1973–1975)                                 | 93    |       |
| 19. Januar | Horst Barth                      | deutscher Fußballspieler                                                                                | 64    |       |
| 19. Januar | Ortrud Beginnen                  | deutsche Film- und Theaterschauspielerin                                                                | 60    |       |
| 19. Januar | Peter Boschung                   | Schweizer Mediziner, Mundart-Schriftsteller und Kulturpolitiker                                         | 86    |       |
| 19. Januar | Roderick Chisholm                | US-amerikanischer Philosoph                                                                             | 82    |       |
| 19. Januar | Mario Gentili                    | italienischer Radrennfahrer                                                                             | 95    |       |
| 19. Januar | Jacques Lecoq                    | französischer Theaterpädagoge, Schauspiellehrer und Pantomime                                           | 77    |       |
| 19. Januar | Eduard Peschl                    | deutscher Unternehmer, Funktionär und Philatelist                                                       | 95    |       |
| 19. Januar | Bernhard Woldenga                | deutscher Offizier, zuletzt Oberst im Zweiten Weltkrieg                                                 | 97    |       |
| 20. Januar | Jutta Bornemann                  | österreichische Drehbuchautorin und Schauspielerin                                                      | 78    |       |
| 20. Januar | Marija Sokil                     | ukrainische Opernsängerin                                                                               | 96    |       |
| 21. Januar | Charles Brown                    | US-amerikanischer Blues-Sänger und -Pianist                                                             | 76    |       |
| 21. Januar | Berkeley L. Bunker               | US-amerikanischer Politiker                                                                             | 92    |       |
| 21. Januar | Jacques Chailley                 | französischer Musikwissenschaftler, Musikpädagoge und Komponist                                         | 88    |       |
| 21. Januar | Leslie French                    | britischer Schauspieler                                                                                 | 94    |       |
| 21. Januar | Al King                          | US-amerikanischer Singer-Songwriter des West Coast Blues                                                | 72    |       |
| 21. Januar | Gerhard Koch                     | deutscher Kommunalpolitiker                                                                             | 53    |       |
| 21. Januar | Magne Lystad                     | norwegischer Orientierungsläufer                                                                        | 66    |       |
| 21. Januar | Marvin Rick                      | US-amerikanischer Leichtathlet                                                                          | 97    |       |
| 21. Januar | Isidore Silver                   | US-amerikanischer Romanist und Literaturwissenschaftler                                                 | 92    |       |
| 21. Januar | Susan Strasberg                  | US-amerikanische Schauspielerin                                                                         | 60    |       |
| 22. Januar | Sven Dalsgaard                   | dänischer Maler, Bildhauer und Konzeptkünstler                                                          | 84    |       |
| 22. Januar | George L. Mosse                  | US-amerikanischer Historiker deutscher Herkunft                                                         | 80    |       |
| 22. Januar | Albert Nagele                    | österreichischer Komponist und Oboist                                                                   | 71    |       |
| 22. Januar | Anna Richter                     | deutsche Grafikerin                                                                                     | 105   |       |
| 22. Januar | Maxwell Rosenlicht               | US-amerikanischer Mathematiker                                                                          | 74    |       |
| 23. Januar | Pinchas Paul Biberfeld           | deutscher Rabbiner                                                                                      | 83    |       |
| 23. Januar | Bernard Budiansky                | US-amerikanischer Ingenieur                                                                             | 73    |       |
| 23. Januar | Joe D’Amato                      | italienischer Filmregisseur und -produzent, Kameramann und Drehbuchautor                                | 62    |       |
| 23. Januar | Jaroslav Foglar                  | tschechischer Verfasser von Jugendbüchern                                                               | 91    |       |
| 23. Januar | Terence Lewin, Baron Lewin       | britischer Flottenadmiral                                                                               | 78    |       |
| 23. Januar | Thomas C. Mann                   | US-amerikanischer Diplomat                                                                              | 86    |       |
| 23. Januar | John Osteen                      | US-amerikanischer Prediger und Autor                                                                    | 77    |       |
| 23. Januar | Ilka Peter                       | österreichische Volkskundlerin und Tanzpädagogin                                                        | 95    |       |
| 23. Januar | Fritz Poitsch                    | deutscher Eishockeyspieler und -trainer                                                                 | 72    |       |
| 23. Januar | Jay Pritzker                     | US-amerikanischer Unternehmer                                                                           | 76    |       |
| 23. Januar | Heinz Reverchon                  | deutscher Offizier, zuletzt Hauptmann im Zweiten Weltkrieg                                              | 77    |       |
| 23. Januar | Gisela Rimpler                   | deutsche Schauspielerin                                                                                 | 69    |       |
| 23. Januar | Frederick Sommer                 | US-amerikanischer Künstler und Fotograf                                                                 | 93    |       |
| 23. Januar | Lincoln Thompson                 | jamaikanischer Musiker                                                                                  |       |       |
| 24. Januar | Hans Eppendorfer                 | deutscher Schriftsteller                                                                                | 56    |       |
| 24. Januar | Werner Jacobs                    | deutscher Filmregisseur                                                                                 | 89    |       |
| 24. Januar | Roger Rondeaux                   | französischer Radsportler                                                                               | 78    |       |
| 24. Januar | Jóhannes av Skarði               | färöischer Linguist                                                                                     | 87    |       |
| 24. Januar | Heinrich Toeller                 | deutscher Technischer Physiker                                                                          | 87    |       |
| 25. Januar | Sadie Delany                     | US-amerikanische Autorin und Bürgerrechtlerin                                                           | 109   |       |
| 25. Januar | John Hibbett DeWitt              | US-amerikanischer Elektroingenieur                                                                      | 92    |       |
| 25. Januar | Rudi Glöckner                    | deutscher Fußballschiedsrichter                                                                         | 69    |       |
| 25. Januar | Élie Kagan                       | französischer Fotoreporter                                                                              | 70    |       |
| 25. Januar | Philip Mason                     | englischer Beamter und Autor                                                                            | 92    |       |
| 25. Januar | Henri Rochereau                  | französischer Politiker                                                                                 | 90    |       |
| 25. Januar | Willi Wenzel                     | deutscher Fußballspieler                                                                                | 68    |       |
| 25. Januar | William H. Wilmarth              | US-amerikanischer Toningenieur und Toneffektmixer                                                       | 94    |       |
| 26. Januar | Patrick Joseph Casey             | britischer Geistlicher, Bischof von Brentwood                                                           | 85    |       |
| 26. Januar | Jeanne-Marie Darré               | französische Pianistin                                                                                  | 93    |       |
| 26. Januar | August Everding                  | deutscher Regisseur, Manager, Kulturpolitiker und Intendant                                             | 70    |       |
| 26. Januar | Uruma Tomeju                     | japanischer Eisschnellläufer                                                                            | 96    |       |
| 27. Januar | Heinz Goll                       | österreichischer Maler, Grafiker und Bildhauer                                                          | 64    |       |
| 27. Januar | Toni Martl                       | deutscher Komponist                                                                                     | 82    |       |
| 27. Januar | Verena Pfenninger-Stadler        | Schweizer Pfarrerin                                                                                     | 94    |       |
| 27. Januar | Gonzalo Torrente Ballester       | spanischer Schriftsteller                                                                               | 88    |       |
| 27. Januar | Jerzy Turowicz                   | polnischer Journalist, Gründer sowie Hauptredakteur der katholischen Wochenschrift Tygodnik Powszechny  | 86    |       |
| 28. Januar | Margret Maria Baltes             | deutsche Psychologin und Gerontologin                                                                   | 59    |       |
| 28. Januar | Josef Doležal                    | tschechischer Leichtathlet                                                                              | 78    |       |
| 28. Januar | Waleri Alexandrowitsch Gawrilin  | russischer Komponist                                                                                    | 59    |       |
| 28. Januar | Herbert Gruber                   | österreichischer Filmproduzent und Firmenmanager                                                        | 85    |       |
| 28. Januar | Fritz Harnest                    | deutscher Maler und Grafiker                                                                            | 93    |       |
| 28. Januar | Roger Le Nizerhy                 | französischer Radrennfahrer                                                                             | 82    |       |
| 28. Januar | Leonard C. Lewin                 | US-amerikanischer Schriftsteller und Satiriker                                                          | 82    |       |
| 28. Januar | Gunter Otto                      | deutscher Kunstdidaktiker                                                                               | 72    |       |
| 28. Januar | Torgny T:son Segerstedt          | schwedischer Philosoph und Soziologe                                                                    | 90    |       |
| 28. Januar | Irmgard Spiess                   | deutsche Unternehmerin                                                                                  | 100   |       |
| 28. Januar | František Vláčil                 | tschechischer Regisseur                                                                                 | 74    |       |
| 29. Januar | Willy Bandholz                   | deutscher Feldhandballspieler                                                                           | 86    |       |
| 29. Januar | Rudolf Pfützner                  | deutscher Diplomat, Botschafter der DDR                                                                 | 89    |       |
| 29. Januar | Robert Scriver                   | US-amerikanisch-kanadischer Bildhauer                                                                   | 84    |       |
| 29. Januar | Alexander Alexejewitsch Soldatow | sowjetischer Diplomat                                                                                   | 83    |       |
| 29. Januar | Lili St. Cyr                     | US-amerikanische Stripperin                                                                             | 80    |       |
| 29. Januar | Wolf Steininger                  | deutscher Politiker (CSU)                                                                               | 91    |       |
| 29. Januar | David Ricardo Williams           | kanadischer Jurist, Schriftsteller und Historiker                                                       | 75    |       |
| 30. Januar | Mills E. Godwin                  | US-amerikanischer Politiker                                                                             | 84    |       |
| 30. Januar | Siegfried Herrmann               | deutscher evangelischer Theologe, Alttestamentler und Ägyptologe                                        | 72    |       |
| 30. Januar | Heinz Hoffmann                   | deutsch-amerikanischer Mediziner, Pädagoge und Ingenieur                                                | 75    |       |
| 30. Januar | Mirra Komarovsky                 | US-amerikanischer Soziologe                                                                             | 93    |       |
| 30. Januar | Joachim Matthaei                 | deutscher Architekt, Hochschulprofessor, Autor, Kunstmaler und Bühnenarchitekt                          | 87    |       |
| 30. Januar | Warren E. Miller                 | US-amerikanischer Politikwissenschaftler und Wahlforscher                                               | 74    |       |
| 31. Januar | Shōhei Baba                      | japanischer Wrestler und Wrestlingpromoter                                                              | 61    |       |
| 31. Januar | Otto Löwenstein                  | deutsch-britischer Zoologe                                                                              | 92    |       |
| 31. Januar | Gabriel Ruiz                     | mexikanischer Komponist                                                                                 | 90    |       |
| 31. Januar | Alois Schwarz                    | österreichischer Skilangläufer                                                                          | 33    |       |
| 31. Januar | Ilmari Tapiovaara                | finnischer Innenarchitekt und Designer                                                                  | 84    |       |
| 31. Januar | Ferdinand T. Unger               | US-amerikanischer Offizier, Generalleutnant der US-Army                                                 | 84    |       |
| Januar     | Gustav Ernst                     | deutscher Politiker (FDP), MdL                                                                          | 84    |       |
| Januar     | Solomon Musa                     | sierra-leonischer Politiker, Führungspersönlichkeit während des Bürgerkriegs in Sierra Leone            |       |       |

## Februar
| Tag         | Name                                             | Beruf, bekannt als                                                                                              | Alter | Beleg |
| ----------- | ------------------------------------------------ | --- | ----- | ----- |
| 1. Februar  | Eduard von Boguslawski                           | deutscher Pflanzenbauwissenschaftler                                                                            | 93    |       |
| 1. Februar  | Rudolf Braun                                     | Schweizer Umwelttechniker sowie Hochschullehrer                                                                 | 79    |       |
| 1. Februar  | Josef Bugala                                     | österreichischer Fußballspieler                                                                                 | 90    |       |
| 1. Februar  | Rudolf Kárpáti                                   | ungarischer Säbelfechter und Olympiasieger                                                                      | 78    |       |
| 1. Februar  | Karl Mägdefrau                                   | deutscher Botaniker                                                                                             | 91    |       |
| 1. Februar  | Barış Manço                                      | türkischer Sänger, Komponist und Fernsehproduzent                                                               | 56    |       |
| 1. Februar  | Elmar May                                        | deutscher Fußballspieler                                                                                        | 59    |       |
| 1. Februar  | Paul Mellon                                      | US-amerikanischer Unternehmer, Philanthrop, Kunstsammler und Kunstmäzen                                         | 91    |       |
| 1. Februar  | Alexander Pawlowitsch Nemtin                     | russischer Komponist                                                                                            | 62    |       |
| 1. Februar  | Harold E. Shear                                  | US-amerikanischer Admiral der US Navy                                                                           | 80    |       |
| 1. Februar  | Helmut Vetter                                    | deutscher Apotheker und Unternehmer                                                                             | 78    |       |
| 2. Februar  | Gérard Couturier                                 | kanadischer Geistlicher, Bischof von Hauterive                                                                  | 86    |       |
| 2. Februar  | Hanns-Joachim Marschall                          | deutscher Schauspieler, Theaterleiter und Synchronsprecher                                                      | 71    |       |
| 2. Februar  | Mohammad Taghi Massoudieh                        | iranischer Musikethnologe und Komponist                                                                         | 71    |       |
| 2. Februar  | August Neuburger                                 | deutscher Politiker (CDU), MdB                                                                                  | 96    |       |
| 2. Februar  | Anne Spoerry                                     | kenianisch-französische Ärztin und Pilotin                                                                      | 80    |       |
| 2. Februar  | Vilmos Tátrai                                    | ungarischer Geiger, Dirigent und Musikpädagoge                                                                  | 86    |       |
| 2. Februar  | Horst Uffhausen                                  | deutscher Bundesrichter, Präsident des Niedersächsischen Staatsgerichtshofs                                     | 89    |       |
| 3. Februar  | Juan Amenábar                                    | chilenischer Komponist                                                                                          | 76    |       |
| 3. Februar  | Norman Bluhm                                     | US-amerikanischer Maler                                                                                         | 77    |       |
| 3. Februar  | William C. Brown                                 | US-amerikanischer Elektrotechniker                                                                              | 82    |       |
| 3. Februar  | Gwen Guthrie                                     | US-amerikanische Sängerin, Pianistin und Songschreiberin                                                        | 48    |       |
| 3. Februar  | Mikko Hietanen                                   | finnischer Marathonläufer                                                                                       | 87    |       |
| 3. Februar  | John Stewart Service                             | US-amerikanischer Diplomat                                                                                      | 89    |       |
| 4. Februar  | Benjamin Barrera y Reyes                         | salvadorianischer Ordensgeistlicher, Bischof von Santa Ana                                                      | 96    |       |
| 4. Februar  | Luigi Bernabò Brea                               | italienischer Archäologe                                                                                        | 88    |       |
| 4. Februar  | Amadou Diallo                                    | guineischer Immigrant                                                                                           | 23    |       |
| 4. Februar  | Erich Hartmann                                   | US-amerikanischer Fotograf                                                                                      | 76    |       |
| 4. Februar  | Vittorio Marzotto                                | italienischer Autorennfahrer                                                                                    | 76    |       |
| 5. Februar  | Neville Bonner                                   | australischer Politiker                                                                                         | 76    |       |
| 5. Februar  | Rembert van Delden                               | deutscher Textilkaufmann und Politiker (CDU), MdB                                                               | 81    |       |
| 5. Februar  | Herbert Kline                                    | US-amerikanischer Filmregisseur, Drehbuchautor und Produzent                                                    | 89    |       |
| 5. Februar  | Nicholas Krushenick                              | US-amerikanischer Maler und Grafiker                                                                            | 69    |       |
| 5. Februar  | Wassily Leontief                                 | russisch-amerikanischer Wirtschaftswissenschaftler und Nobelpreisträger                                         | 93    |       |
| 5. Februar  | Colin Purbrook                                   | britischer Jazzmusiker (Piano, Kontrabass, Arrangement, Komposition)                                            | 62    |       |
| 5. Februar  | Rainer Heinrich Maria Roth                       | deutscher Meteorologe                                                                                           | 66    |       |
| 5. Februar  | Paul Süß                                         | deutscher Radrennfahrer                                                                                         |       |       |
| 5. Februar  | Horst Weber                                      | deutscher Maler und Grafiker                                                                                    | 67    |       |
| 6. Februar  | Ernst Achilles                                   | deutscher Feuerwehrbeamter, Direktor der Branddirektion der Stadt Frankfurt am Main                             |       |       |
| 6. Februar  | James Adair                                      | US-amerikanischer Violinist, Dirigent, Hochschullehrer, Musikpädagoge und Komponist                             | 89    |       |
| 6. Februar  | Erwin Blask                                      | deutscher Leichtathlet                                                                                          | 88    |       |
| 6. Februar  | Don Dunstan                                      | australischer Politiker                                                                                         | 72    |       |
| 6. Februar  | Hans Dietrich Erichsen                           | deutscher Architekt und Politiker (Grüne), MdL                                                                  | 74    |       |
| 6. Februar  | Werner Lass                                      | deutscher Journalist, Verleger und nationalistischer Jugendführer                                               | 96    |       |
| 6. Februar  | Umberto Maglioli                                 | italienischer Rennfahrer                                                                                        | 70    |       |
| 6. Februar  | Rudolf Schejbal                                  | tschechoslowakischer Radrennfahrer                                                                              | 58    |       |
| 6. Februar  | Peter Schmidt                                    | deutscher Geowissenschaftler und Bibliothekar                                                                   | 59    |       |
| 6. Februar  | Fred Strohmeier                                  | österreichischer Journalist und Autor                                                                           | 57    |       |
| 6. Februar  | Benjamin Elazari Volcani                         | palistinänsicher Biologe                                                                                        | 84    |       |
| 7. Februar  | Hussein I.                                       | jordanischer Adliger, König von Jordanien (1952–1999)                                                           | 63    |       |
| 7. Februar  | Hans-Joachim Klimkeit                            | deutscher vergleichender Religionswissenschaftler                                                               | 59    |       |
| 7. Februar  | William Ludwig                                   | US-amerikanischer Drehbuchautor                                                                                 | 86    |       |
| 7. Februar  | Antonio Pacenza                                  | argentinischer Boxer                                                                                            | 70    |       |
| 7. Februar  | José Silva                                       | US-amerikanischer Parapsychologe                                                                                | 84    |       |
| 7. Februar  | Bobby Troup                                      | US-amerikanischer Jazzpianist und Songwriter                                                                    | 80    |       |
| 8. Februar  | Richard Boone                                    | US-amerikanischer Jazzposaunist                                                                                 | 68    |       |
| 8. Februar  | Hilde Lotz-Bauer                                 | deutsche Fotografin und Kunsthistorikerin                                                                       | 91    |       |
| 8. Februar  | Iris Murdoch                                     | anglo-irische Schriftstellerin und Philosophin                                                                  | 79    |       |
| 8. Februar  | Wolfgang Pillewizer                              | österreichischer Geomorphologe, Glaziologe, Kartograf, Hochgebirgsforscher                                      | 87    |       |
| 8. Februar  | Caroline Robbins                                 | britische Historikerin                                                                                          | 95    |       |
| 9. Februar  | Annie Borst Pauwels                              | niederländische Malerin                                                                                         | 85    |       |
| 9. Februar  | Aleksander Gieysztor                             | polnischer Mittelalterhistoriker                                                                                | 82    |       |
| 9. Februar  | Werner Hennig                                    | deutscher Nachrichtendienstler, Leiter der Abteilung Finanzen des Ministeriums für Staatssicherheit             | 70    |       |
| 9. Februar  | Kenneth A. Johnson                               | US-amerikanischer Physiker                                                                                      | 67    |       |
| 9. Februar  | Abelardo Jurema                                  | brasilianischer Politiker, Innen- und Justizminister                                                            |       |       |
| 9. Februar  | Len Levy                                         | US-amerikanischer American-Football-Spieler                                                                     | 77    |       |
| 9. Februar  | Lotte Loebinger                                  | deutsche Schauspielerin                                                                                         | 93    |       |
| 9. Februar  | Wilhelm Mahlow                                   | deutscher Ruderer                                                                                               | 85    |       |
| 9. Februar  | Bernhard Paus                                    | norwegischer Chirurg, Oberstleutnant und Großmeister des Norwegischen Freimaurerordens                          | 88    |       |
| 9. Februar  | Inga-Stina Robson, Baroness Robson of Kiddington | britische Richterin und Politikerin (Liberal Party)                                                             | 79    |       |
| 9. Februar  | Max Samter                                       | US-amerikanischer Mediziner                                                                                     | 90    |       |
| 9. Februar  | Hilde Ziegler                                    | deutsche Schauspielerin, Hörspielsprecherin und Autorin                                                         | 59    |       |
| 10. Februar | Francisco de Almeida Fleming                     | brasilianischer Schauspieler, Drehbuchautor, Regisseur, Produzent und Kameramann                                |       |       |
| 10. Februar | Josef Holaubek                                   | österreichischer Polizist, Polizeipräsident von Wien                                                            | 92    |       |
| 10. Februar | Joe M. Kilgore                                   | US-amerikanischer Politiker und Abgeordneter                                                                    | 80    |       |
| 10. Februar | Zlatko Latković                                  | kroatischer griechisch-katholischer Geistlicher, Maler                                                          | 70    |       |
| 10. Februar | Jean Levavasseur                                 | französischer Säbelfechter                                                                                      | 74    |       |
| 10. Februar | Louise Piëch                                     | österreichische Unternehmerin                                                                                   | 94    |       |
| 10. Februar | Karin Waehner                                    | deutsche Tänzerin, Choreografin und Tanzpädagogin                                                               | 72    |       |
| 11. Februar | William Alonso                                   | US-amerikanischer Ökonom                                                                                        |       |       |
| 11. Februar | Jaki Byard                                       | US-amerikanischer Jazzpianist und -komponist                                                                    | 76    |       |
| 11. Februar | Werner Korff                                     | deutscher Eishockeyspieler                                                                                      | 87    |       |
| 11. Februar | Helmut Lederer                                   | deutscher Fotograf und Bildhauer                                                                                | 79    |       |
| 11. Februar | Nikolai Dmitrijewitsch Sergejew                  | sowjetischer Flottenadmiral                                                                                     | 89    |       |
| 12. Februar | Paul Bairoch                                     | belgisch-schweizerischer Wirtschaftshistoriker                                                                  | 68    |       |
| 12. Februar | Éva B. Bónis                                     | ungarische Provinzialrömische Archäologin                                                                       | 80    |       |
| 12. Februar | Otakar Diblík                                    | tschechischer Designer                                                                                          | 69    |       |
| 12. Februar | Roland Ehrhardt                                  | deutscher Drucker                                                                                               | 83    |       |
| 12. Februar | Josef Gnapp                                      | österreichischer Musiker                                                                                        | 81    |       |
| 12. Februar | Ernst Hofmann                                    | deutscher katholischer Pfarrer und Lieddichter                                                                  | 94    |       |
| 12. Februar | Richard C. Kratina                               | US-amerikanischer Kameramann                                                                                    | 70    |       |
| 12. Februar | Hans Peter Laubscher                             | deutscher Klassischer Archäologe                                                                                | 62    |       |
| 12. Februar | Heinz Schubert                                   | deutscher Schauspieler                                                                                          | 73    |       |
| 12. Februar | Michel Seuphor                                   | belgisch-französischer Maler                                                                                    | 97    |       |
| 13. Februar | Kåre Hovda                                       | norwegischer Biathlet                                                                                           | 55    |       |
| 13. Februar | William Kessen                                   | US-amerikanischer Psychologe und Wissenschaftshistoriker                                                        | 74    |       |
| 13. Februar | Manfred Schäfer                                  | deutscher Politiker (CDU), MdL, MdB                                                                             | 77    |       |
| 14. Februar | Majken Åberg                                     | schwedische Diskuswerferin                                                                                      | 80    |       |
| 14. Februar | Walter Basan                                     | deutscher Schriftsteller                                                                                        | 78    |       |
| 14. Februar | Nikolai Pawlowitsch Chlystow                     | russischer Eishockeyspieler                                                                                     | 66    |       |
| 14. Februar | John Ehrlichman                                  | US-amerikanischer Politiker, Chefberater des US-Präsidenten Richard Nixon                                       | 73    |       |
| 14. Februar | Buddy Knox                                       | US-amerikanischer Rockabilly-Sänger                                                                             | 65    |       |
| 14. Februar | Jacques Loew                                     | französischer Ordensgeistlicher, Arbeiterpriester, Gründer der Arbeitermission St                               | 90    |       |
| 15. Februar | Agnes Bernelle                                   | deutsche Schauspielerin und Regisseurin                                                                         | 75    |       |
| 15. Februar | Big L                                            | US-amerikanischer Rapper                                                                                        | 24    |       |
| 15. Februar | Jeffery Cohelan                                  | US-amerikanischer Politiker                                                                                     | 84    |       |
| 15. Februar | William Garrett                                  | US-amerikanischer Rennfahrer                                                                                    | 65    |       |
| 15. Februar | Henry Way Kendall                                | US-amerikanischer Physiker und Träger des Nobelpreises für Physik                                               | 72    |       |
| 15. Februar | Hugo Lepnurm                                     | estnischer Komponist                                                                                            | 84    |       |
| 15. Februar | Maurice Sandeyron                                | französischer Boxer                                                                                             | 77    |       |
| 15. Februar | Irene Britton Smith                              | US-amerikanische Komponistin                                                                                    | 91    |       |
| 15. Februar | Ferenc Vozar                                     | deutscher Eishockeyspieler                                                                                      | 53    |       |
| 15. Februar | Hans Zyla                                        | österreichischer Politiker (ÖVP), Präsident des Salzburger Landtages                                            | 79    |       |
| 16. Februar | Necil Kâzım Akses                                | türkischer Komponist                                                                                            | 90    |       |
| 16. Februar | Guillermo Arellano                               | chilenischer Fußballspieler                                                                                     | 90    |       |
| 16. Februar | Wunibald Maria Brachthäuser                      | deutscher Geistlicher und Dominikaner                                                                           | 88    |       |
| 16. Februar | Gerhard Brandt                                   | deutscher evangelischer Theologe                                                                                | 77    |       |
| 16. Februar | Fritzi Burger                                    | österreichische Eiskunstläuferin                                                                                | 88    |       |
| 16. Februar | Herbert S. Green                                 | britisch-australischer Physiker                                                                                 | 78    |       |
| 16. Februar | Siegfried Junghans                               | deutscher Prähistoriker                                                                                         | 83    |       |
| 16. Februar | Johan Kvandal                                    | norwegischer Komponist, Organist und Musikkritiker                                                              | 79    |       |
| 16. Februar | Bailey Olter                                     | mikronesischer Politiker; Präsident (1991–1997)                                                                 | 66    |       |
| 16. Februar | Betty Roche                                      | US-amerikanische Jazz-Sängerin                                                                                  | 79    |       |
| 16. Februar | Alfred Schlee                                    | österreichisch-deutscher Musikverleger                                                                          | 97    |       |
| 17. Februar | Horst-Dieter Berking                             | deutscher Fußballspieler                                                                                        | 58    |       |
| 17. Februar | Alfred Crepaz                                    | österreichischer Bildhauer                                                                                      | 94    |       |
| 17. Februar | Kurt R. Eissler                                  | österreichisch-amerikanischer Psychoanalytiker                                                                  | 90    |       |
| 17. Februar | Jock Govan                                       | schottischer Fußballspieler                                                                                     | 76    |       |
| 17. Februar | Sabine Hass                                      | deutsche Opernsängerin (Sopran)                                                                                 | 49    |       |
| 17. Februar | Jaime Hurtado                                    | ecuadorianischer Politiker                                                                                      | 62    |       |
| 17. Februar | Sunshine Parker                                  | US-amerikanischer Schauspieler                                                                                  | 71    |       |
| 17. Februar | Stefan Riesenfeld                                | deutsch-amerikanischer Rechtswissenschaftler                                                                    | 90    |       |
| 17. Februar | Ramón Salas Valdés                               | chilenischer Ordensgeistlicher, Bischof von Arica                                                               | 81    |       |
| 17. Februar | Shirley Stoler                                   | US-amerikanische Schauspielerin                                                                                 | 69    |       |
| 17. Februar | Tania                                            | argentinische Tangosängerin und Schauspielerin                                                                  | 105   |       |
| 17. Februar | Joseph Elias Tawil                               | syrischer Erzbischof von Newton (USA)                                                                           | 85    |       |
| 18. Februar | Wilhelm Dettmering                               | deutscher Ingenieur                                                                                             | 81    |       |
| 18. Februar | Margaret Drynan                                  | kanadische Organistin und Chorleiterin, Komponistin und Musikpädagogin                                          | 83    |       |
| 18. Februar | Andreas Feininger                                | US-amerikanischer Fotograf                                                                                      | 92    |       |
| 18. Februar | Nikolai Gawrilowitsch Latyschew                  | russischer Fußballschiedsrichter                                                                                | 85    |       |
| 18. Februar | Louis Toffoli                                    | französischer Maler und Grafiker                                                                                | 91    |       |
| 18. Februar | Wilhelm Wehren                                   | deutscher Politiker (CDU), MdL                                                                                  | 84    |       |
| 19. Februar | Carlos Acuña                                     | argentinischer Tangosänger und -komponist                                                                       | 83    |       |
| 19. Februar | Aloysius Haene                                   | Schweizer römisch-katholischer Bischof von Gwelo in Simbabwe                                                    | 88    |       |
| 19. Februar | Lloyd LaBeach                                    | panamaischer Sprinter                                                                                           | 76    |       |
| 19. Februar | Georg Meier                                      | deutscher Automobil- und Motorradrennfahrer                                                                     | 88    |       |
| 19. Februar | Otto Pelzelmayer                                 | österreichischer Politiker (ÖVP), Wiener Stadtrat                                                               | 84    |       |
| 19. Februar | Muhammad Muhammad Sadiq as-Sadr                  | schiitischer Führer im Irak                                                                                     | 55    |       |
| 19. Februar | Erich Wisplinghoff                               | deutscher Historiker                                                                                            | 78    |       |
| 20. Februar | Gerald Bisinger                                  | österreichischer Lyriker, Herausgeber und Übersetzer                                                            | 62    |       |
| 20. Februar | Howard Boatwright                                | US-amerikanischer Komponist, Geiger und Musikwissenschaftler                                                    | 80    |       |
| 20. Februar | Willard R. Espy                                  | US-amerikanischer Schriftsteller                                                                                | 88    |       |
| 20. Februar | Lotti van der Gaag                               | niederländische Bildhauerin und Malerin                                                                         | 75    |       |
| 20. Februar | Franco Grignani                                  | italienischer Grafiker und Maler                                                                                | 91    |       |
| 20. Februar | Frans Grootjans                                  | belgischer Politiker                                                                                            | 77    |       |
| 20. Februar | Lothar Hardick                                   | deutscher Franziskaner und Kirchenhistoriker                                                                    | 85    |       |
| 20. Februar | Dieter Kabisch                                   | deutscher Arzt, Gynäkologe und Sportmediziner                                                                   | 68    |       |
| 20. Februar | Sarah Kane                                       | britische Dramatikerin und Theaterregisseurin                                                                   | 28    |       |
| 20. Februar | Joe Kaylor                                       | US-amerikanischer Boxer und Handballspieler                                                                     | 82    |       |
| 20. Februar | Clelia Laviosa                                   | italienische Klassische Archäologin und Etruskologin                                                            | 70    |       |
| 20. Februar | Josef Lenzenweger                                | österreichischer römisch-katholischer Kirchenhistoriker                                                         | 83    |       |
| 20. Februar | Jiří Růžička                                     | tschechischer Schauspieler                                                                                      | 43    |       |
| 20. Februar | Arthur Schraml                                   | deutscher Grafiker und Typograf                                                                                 | 91    |       |
| 20. Februar | Gene Siskel                                      | US-amerikanischer Journalist, Filmkritiker und Fernsehmoderator                                                 | 53    |       |
| 20. Februar | Leyla Vəkilova                                   | aserbaidschanisch-sowjetische Ballerina, Tänzerin, Choreografin und Hochschullehrerin                           | 70    |       |
| 21. Februar | Gertrude Belle Elion                             | US-amerikanische Biochemikerin, Pharmakologin und Nobelpreisträgerin für Medizin                                | 81    |       |
| 21. Februar | Itokawa Hideo                                    | japanischer Raketentechniker                                                                                    | 86    |       |
| 21. Februar | Ilmari Juutilainen                               | finnischer Jagdflieger                                                                                          | 85    |       |
| 21. Februar | Walter Hadye Lini                                | vanuatuischer Politiker, Premierminister (1980–1991)                                                            |       |       |
| 21. Februar | Wilmer Mizell                                    | US-amerikanischer Politiker                                                                                     | 68    |       |
| 21. Februar | Arthur Mussil                                    | österreichischer Politiker (ÖVP), Abgeordneter zum Nationalrat, Mitglied des Bundesrates                        | 87    |       |
| 21. Februar | Virgílio de Pauli                                | brasilianischer Geistlicher und römisch-katholischer Bischof von Campo Mourão                                   | 75    |       |
| 21. Februar | Kurt Semprich                                    | deutscher Politiker (SPD), MdL                                                                                  | 79    |       |
| 22. Februar | Adalberto Albertini                              | italienischer Filmregisseur                                                                                     | 74    |       |
| 22. Februar | William Bronk                                    | US-amerikanischer Dichter                                                                                       | 81    |       |
| 22. Februar | Franz Busch                                      | deutscher Politiker (SPD), MdL                                                                                  | 76    |       |
| 22. Februar | Erhard Fappani                                   | Schweizer Maler                                                                                                 | 62    |       |
| 22. Februar | Charles Gerhardt                                 | US-amerikanischer Dirigent, Musikproduzent, Toningenieur und Arrangeur                                          | 72    |       |
| 22. Februar | Kamil Janšta                                     | tschechischer Fußballspieler                                                                                    | 27    |       |
| 22. Februar | Carlfried Mutschler                              | deutscher Architekt                                                                                             | 73    |       |
| 22. Februar | Günter Nebelung                                  | deutscher Jurist                                                                                                | 92    |       |
| 22. Februar | Ferdinand Neumann                                | bayerischer Politiker (CSU)                                                                                     | 87    |       |
| 22. Februar | Albrecht Noth                                    | deutscher Islamwissenschaftler                                                                                  | 61    |       |
| 22. Februar | Menno Oosting                                    | niederländischer Tennisspieler                                                                                  | 34    |       |
| 22. Februar | Pat Upton                                        | irischer Politiker                                                                                              | 54    |       |
| 23. Februar | Inge Brandenburg                                 | deutsche Jazz-Sängerin und Schauspielerin                                                                       | 70    |       |
| 23. Februar | Stanley Dance                                    | US-amerikanischer Schriftsteller                                                                                | 88    |       |
| 23. Februar | George Grigoriu                                  | rumänischer Komponist, Musiker und Songwriter                                                                   | 71    |       |
| 23. Februar | Carlos Hathcock                                  | US-amerikanischer Soldat                                                                                        | 56    |       |
| 23. Februar | Gershon Legman                                   | US-amerikanischer Gesellschaftskritiker und Folklorist                                                          | 81    |       |
| 23. Februar | Karl Ludwig                                      | deutscher Politiker (FDP/DVP), MdL Baden-Württemberg                                                            | 75    |       |
| 23. Februar | Rudolf Neumann                                   | Widerstandskämpfer gegen den Nationalsozialismus                                                                | 90    |       |
| 23. Februar | David C. Phillips                                | britischer Chemiker                                                                                             | 74    |       |
| 23. Februar | Heinrich Schmid                                  | Schweizer Sprachwissenschaftler und der Schöpfer der rätoromanischen Dachsprachen Rumantsch Grischun und Lad... | 77    |       |
| 23. Februar | George Sweigert                                  | US-amerikanischer Erfinder                                                                                      | 79    |       |
| 24. Februar | David Daube                                      | deutsch-US-amerikanischer Rechtswissenschaftler, Exeget                                                         | 90    |       |
| 24. Februar | Andre Dubus                                      | US-amerikanischer Schriftsteller                                                                                | 62    |       |
| 24. Februar | David McAdam Eccles, 1. Viscount Eccles          | britischer Politiker (Conservative Party), Mitglied des House of Commons                                        | 94    |       |
| 24. Februar | Karlheinz LaGrand                                | deutscher Bankräuber                                                                                            | 35    |       |
| 24. Februar | Hubert Loisel                                    | österreichischer Fechter                                                                                        | 86    |       |
| 24. Februar | Derek Nimmo                                      | britischer Schauspieler                                                                                         | 68    |       |
| 24. Februar | Catharina Roodzant                               | niederländische Schachspielerin                                                                                 | 102   |       |
| 24. Februar | Roberto Rufino                                   | argentinischer Tangosänger, -dichter und -komponist                                                             | 77    |       |
| 24. Februar | Vann Walls                                       | US-amerikanischer R&B-Pianist und Songwriter                                                                    | 80    |       |
| 24. Februar | Gernot Wießner                                   | deutscher Orientalist                                                                                           | 66    |       |
| 25. Februar | Louis Bourban                                    | Schweizer Skilangläufer                                                                                         | 81    |       |
| 25. Februar | Dina Dreyfus                                     | französische Philosophin und Ethnologin                                                                         | 88    |       |
| 25. Februar | Günter Victor Schulz                             | deutscher Chemiker                                                                                              | 93    |       |
| 25. Februar | Glenn T. Seaborg                                 | US-amerikanischer Chemiker und Atomphysiker                                                                     | 86    |       |
| 25. Februar | Štěpán Zavřel                                    | tschechischer Maler, Grafiker und Kinderbuchautor                                                               | 66    |       |
| 26. Februar | Herbert Berger                                   | österreichischer Schriftsteller                                                                                 | 66    |       |
| 26. Februar | Gerta Blaschka                                   | deutsche Prähistorikerin und Geodätin                                                                           | 90    |       |
| 26. Februar | Jean Coulomb                                     | französischer Geophysiker                                                                                       | 94    |       |
| 26. Februar | Joseph Dean, Baron Dean of Beswick               | britischer Politiker, Mitglied des House of Commons, Life Peer                                                  | 76    |       |
| 26. Februar | Annibale Frossi                                  | italienischer Fußballspieler und -trainer                                                                       | 87    |       |
| 26. Februar | John L. Goldwater                                | US-amerikanischer Comic-Verleger                                                                                | 83    |       |
| 26. Februar | Heinz Leymann                                    | schwedisch-deutscher Betriebswirt, Diplompsychologe und gilt als Pionier in der Mobbingforschung                | 66    |       |
| 26. Februar | Robert Martin-Achard                             | Schweizer evangelischer Geistlicher und Hochschullehrer                                                         | 79    |       |
| 26. Februar | Opoku Ware II.                                   | ghanaischer Herrscher des Königreichs der Aschanti in Ghana                                                     | 79    |       |
| 26. Februar | Kurt Ranke                                       | deutscher Politiker (SED)                                                                                       | 78    |       |
| 26. Februar | Bjørn Wiik                                       | norwegischer Physiker und Wissenschaftsmanager                                                                  | 62    |       |
| 27. Februar | Erich Glowatzky                                  | deutsch-australischer Unternehmer und Mäzen                                                                     | 89    |       |
| 27. Februar | Theodard Leitz                                   | deutscher Ordensgeistlicher, Bischof von Dourados                                                               | 83    |       |
| 27. Februar | Irene Naef                                       | deutsche Schauspielerin                                                                                         | 76    |       |
| 27. Februar | Stéphane Sirkis                                  | französischer Musiker                                                                                           | 39    |       |
| 27. Februar | Luis Vidal                                       | chilenischer Fußballspieler und -trainer                                                                        | 82    |       |
| 27. Februar | Horace Tapscott                                  | US-amerikanischer Jazzmusiker                                                                                   | 64    |       |
| 27. Februar | Joachim Weber                                    | Schweizer Politiker (FDP) und Verbandsfunktionär                                                                | 85    |       |
| 28. Februar | Anthea Askey                                     | britische Schauspielerin                                                                                        | 65    |       |
| 28. Februar | Dave Bedwell                                     | britischer Radrennfahrer                                                                                        | 70    |       |
| 28. Februar | Bill Duniven                                     | US-amerikanischer Rock’n’Roll-Musiker                                                                           | 61    |       |
| 28. Februar | Ara Haroutjounjan                                | armenisch-sowjetischer Bildhauer                                                                                | 70    |       |
| 28. Februar | Ernst Günther Schmidt                            | deutscher Klassischer Philologe                                                                                 | 70    |       |
| 28. Februar | Bill Talbert                                     | US-amerikanischer Tennisspieler                                                                                 | 80    |       |
| März        | Ivan Valant                                      | jugoslawischer Radrennfahrer                                                                                    | 89    |       |

## März
| Tag      | Name                                          | Beruf, bekannt als                                                                                              | Alter | Beleg |
| -------- | --------------------------------------------- | --- | ----- | ----- |
| 1. März  | Wolfgang Kießling                             | deutscher Historiker                                                                                            | 69    |       |
| 1. März  | Armand Mergen                                 | luxemburgischer Rechtswissenschaftler, Kriminologe und Publizist                                                | 80    |       |
| 1. März  | Karl-Heinz Scholl                             | deutscher Tischtennisspieler                                                                                    |       |       |
| 2. März  | David Ackles                                  | US-amerikanischer Singer-Songwriter, Pianist, Hochschullehrer und Kinderdarsteller                              | 62    |       |
| 2. März  | Wolfgang Eckardt                              | deutscher Bildhauer                                                                                             | 79    |       |
| 2. März  | Janusz Kalbarczyk                             | polnischer Eisschnellläufer                                                                                     | 88    |       |
| 2. März  | Manfred Mannebach                             | deutscher Fußballspieler                                                                                        | 44    |       |
| 2. März  | Otfried Schwarz                               | deutscher Finanzjurist und Bundesrichter                                                                        | 86    |       |
| 2. März  | Dusty Springfield                             | britische Soulsängerin                                                                                          | 59    |       |
| 2. März  | Manfred Vollack                               | deutscher Sachbuchautor                                                                                         | 58    |       |
| 3. März  | Kaspar Appenzeller-Stokar                     | Schweizer Arzt, Anthroposophischer Forscher und Autor                                                           | 71    |       |
| 3. März  | Hans Evers                                    | deutscher Verwaltungsbeamter und Politiker (CDU), MdB                                                           | 73    |       |
| 3. März  | Adolf Habermann                               | deutscher Elektroingenieur                                                                                      | 86    |       |
| 3. März  | Gerhard Herzberg                              | deutsch-kanadischer Chemiker und Physiker                                                                       | 94    |       |
| 3. März  | Walter LaGrand                                | deutscher Bankräuber                                                                                            | 37    |       |
| 3. März  | William McGonagle                             | US-amerikanischer Offizier                                                                                      | 73    |       |
| 3. März  | Gian Vincenzo Moreni                          | italienischer Geistlicher und Apostolischer Nuntius                                                             | 67    |       |
| 3. März  | Fritz Nuss                                    | deutscher Bildhauer und Medailleur                                                                              | 91    |       |
| 3. März  | Lee Philips                                   | US-amerikanischer Schauspieler und Regisseur                                                                    | 72    |       |
| 4. März  | Harry A. Blackmun                             | US-amerikanischer Richter                                                                                       | 90    |       |
| 4. März  | Richard Joseph Davis                          | US-amerikanischer Politiker                                                                                     | 77    |       |
| 4. März  | Eddie Dean                                    | US-amerikanischer Country-Musiker und Schauspieler                                                              | 91    |       |
| 4. März  | Hans Friedrich Freyborn                       | österreichischer Politiker (VdU), Landtagsabgeordneter                                                          | 86    |       |
| 4. März  | Fritz Honegger                                | Schweizer Politiker (FDP)                                                                                       | 81    |       |
| 4. März  | Kurt Ingerl                                   | österreichischer Bildhauer                                                                                      | 63    |       |
| 4. März  | Miłosz Magin                                  | polnisch-französischer Pianist und Komponist                                                                    | 69    |       |
| 4. März  | Teddy McRae                                   | US-amerikanischer Jazz-Saxophonist, Arrangeur, Komponist und Bandleader                                         | 91    |       |
| 4. März  | Günther Volker                                | deutscher Sportfunktionär                                                                                       | 75    |       |
| 5. März  | Alfred Denning                                | britischer Richter                                                                                              | 100   |       |
| 5. März  | Walter Diggelmann                             | Schweizer Radrennfahrer                                                                                         | 83    |       |
| 5. März  | Gerhard Gerkens                               | deutscher Kunsthistoriker                                                                                       | 61    |       |
| 5. März  | Richard Kiley                                 | US-amerikanischer Film- und Theaterschauspieler                                                                 | 76    |       |
| 5. März  | Walther Küenzlen                              | württembergischer evangelischer Pfarrer und Autor                                                               | 85    |       |
| 5. März  | Parker McKenzie                               | US-amerikanischer Kiowa-Sprachwissenschaftler                                                                   | 101   |       |
| 05. März | Walter Motz                                   | deutscher Skilangläufer                                                                                         | 89    |       |
| 5. März  | Gerd Owsian                                   | deutscher Holzgestalter, Holzbildhauer und Restaurator                                                          | 59    |       |
| 5. März  | Gerhard Rösch                                 | deutscher Historiker                                                                                            | 46    |       |
| 5. März  | Günther Scholl                                | deutscher Diplomat                                                                                              | 90    |       |
| 6. März  | Isa bin Salman Al Chalifa                     | bahrainischer Emir                                                                                              | 65    |       |
| 6. März  | Lowell Fulson                                 | US-amerikanischer Blues-Gitarrist und -Sänger                                                                   | 77    |       |
| 6. März  | Klaus Gysi                                    | deutscher Widerstandskämpfer gegen den Nationalsozialismus, Politiker (SED, PDS), MdV, DDR-Kulturminister       | 87    |       |
| 6. März  | Hamaya Hiroshi                                | japanischer Fotograf                                                                                            | 83    |       |
| 6. März  | Loni Heuser                                   | deutsche Bühnen- und Filmschauspielerin                                                                         | 91    |       |
| 6. März  | Rudolf Hillebrecht                            | deutscher Architekt und Stadtplaner, Stadtbaurat in Hannover                                                    | 89    |       |
| 6. März  | Fridel Hönisch                                | deutsche Unterhaltungskünstlerin, Kabarettistin und Sängerin                                                    | 89    |       |
| 6. März  | Graham Steed                                  | britisch-kanadischer Organist und Chorleiter                                                                    | 86    |       |
| 6. März  | Dennis Viollet                                | englischer Fußballspieler und Fußballtrainer                                                                    | 65    |       |
| 6. März  | Eric Wolf                                     | US-amerikanischer Anthropologe                                                                                  | 76    |       |
| 7. März  | Friedrich Asinger                             | österreichischer Chemiker, Professor für Technische Chemie                                                      | 91    |       |
| 7. März  | Sidney Gottlieb                               | US-amerikanischer Militärpsychiater und Chemiker                                                                | 80    |       |
| 7. März  | Kurt Hasse                                    | deutscher Kameramann                                                                                            | 82    |       |
| 7. März  | Antônio Houaiss                               | brasilianischer Romanist, Lusitanist und Lexikograf                                                             | 83    |       |
| 7. März  | Stanley Kubrick                               | US-amerikanischer Regisseur, Produzent und Drehbuchautor                                                        | 70    |       |
| 8. März  | Adolfo Bioy Casares                           | argentinischer Schriftsteller                                                                                   | 84    |       |
| 8. März  | António Campos                                | portugiesischer Regisseur                                                                                       | 76    |       |
| 8. März  | Giovan Battista Carpi                         | italienischer Comiczeichner und -autor                                                                          | 71    |       |
| 8. März  | Peggy Cass                                    | US-amerikanische Schauspielerin                                                                                 | 74    |       |
| 8. März  | Joe DiMaggio                                  | US-amerikanischer Baseball-Spieler                                                                              | 84    |       |
| 8. März  | Conrad Dürr                                   | deutscher Motorradrennfahrer                                                                                    | 91    |       |
| 8. März  | Hans Eklund                                   | schwedischer Komponist                                                                                          | 71    |       |
| 8. März  | Walter Kolm-Veltée                            | österreichischer Filmregisseur, Drehbuchautor, Filmproduzent und Dozent                                         | 88    |       |
| 8. März  | Otto Lendle                                   | deutscher Altphilologe                                                                                          | 73    |       |
| 8. März  | Fritz Ostler                                  | deutscher Jurist                                                                                                | 91    |       |
| 8. März  | Herta-Maria Witzemann                         | deutsche Architektin, Hochschullehrerin                                                                         | 80    |       |
| 9. März  | Arnold Machin                                 | Designer von Münzen und Briefmarken                                                                             | 87    |       |
| 9. März  | Glenn Melvyn                                  | britischer Schauspieler                                                                                         | 80    |       |
| 9. März  | Hans Ludwig Pfeiffer                          | deutscher Maler und Bildhauer                                                                                   | 95    |       |
| 9. März  | Hans Georg Pflüger                            | deutscher Komponist                                                                                             | 54    |       |
| 9. März  | Éliane Richepin                               | französische Pianistin, Musikpädagogin und Komponistin                                                          |       |       |
| 9. März  | Harry Somers                                  | kanadischer Komponist                                                                                           | 73    |       |
| 10. März | Oswaldo Guayasamín                            | ecuadorianischer Maler und Bildhauer                                                                            | 79    |       |
| 10. März | Nils Gunnar Henriksson                        | schwedischer Mediziner, Hochschullehrer und Autor                                                               | 79    |       |
| 10. März | Louis Marischal                               | belgischer Komponist und Musiker                                                                                | 71    |       |
| 11. März | Peter Düwel                                   | deutscher Jurist und Ministerialbeamter                                                                         | 66    |       |
| 11. März | Peter Franken                                 | US-amerikanischer Physiker                                                                                      | 70    |       |
| 11. März | Wolfgang Graetz                               | deutscher Schriftsteller                                                                                        | 73    |       |
| 11. März | Hansjörg Martin                               | deutscher Schriftsteller und Krimi-Autor                                                                        | 78    |       |
| 11. März | Erich Natusch                                 | deutscher Segler                                                                                                | 87    |       |
| 11. März | Tony Nicholl                                  | maltesischer Fußballspieler                                                                                     |       |       |
| 11. März | Stefan Schnabel                               | deutscher Schauspieler                                                                                          | 87    |       |
| 11. März | Kaoru Tada                                    | japanische Manga-Zeichnerin                                                                                     | 38    |       |
| 12. März | Thom Argauer                                  | deutscher Musiker und Maler                                                                                     | 51    |       |
| 12. März | Heinrich Cordes                               | deutscher Chemiker und Hochschullehrer                                                                          | 92    |       |
| 12. März | Wenedikt Petrowitsch Dschelepow               | russischer Physiker                                                                                             | 85    |       |
| 12. März | Yehudi Menuhin                                | US-amerikanisch-schweizerisch-britischer Geiger und Dirigent                                                    | 82    |       |
| 12. März | André Nocquet                                 | französischer Aikidōlehrer                                                                                      | 84    |       |
| 12. März | Richard Parsons                               | US-amerikanischer Skilangläufer                                                                                 | 88    |       |
| 13. März | Lucienne Bloch                                | schweizerisch-amerikanische Malerin, Bildhauerin und Fotografin                                                 | 90    |       |
| 13. März | Lee Falk                                      | US-amerikanischer Comicautor und -zeichner                                                                      | 87    |       |
| 13. März | Seán Fortune                                  | irischer katholischer Priester                                                                                  |       |       |
| 13. März | Gary Jennings                                 | US-amerikanischer Schriftsteller                                                                                | 70    |       |
| 13. März | Garson Kanin                                  | US-amerikanischer Regisseur und Drehbuchautor                                                                   | 86    |       |
| 13. März | Hermano Patrone                               | portugiesischer Schwimmer, Wasserballspieler und Schwimmtrainer                                                 | 90    |       |
| 13. März | Bidu Sayão                                    | brasilianische Sopranistin                                                                                      | 96    |       |
| 13. März | Isidore de Souza                              | beninischer Geistlicher, Erzbischof von Cotonou                                                                 | 64    |       |
| 14. März | Habib Achour                                  | tunesischer Gewerkschafter                                                                                      | 86    |       |
| 14. März | Kirk Alyn                                     | US-amerikanischer Schauspieler                                                                                  | 88    |       |
| 14. März | John Broome                                   | US-amerikanischer Comicautor                                                                                    | 85    |       |
| 14. März | Gregg Diamond                                 | US-amerikanischer Disco-Produzent, -Komponist und -Musiker                                                      | 49    |       |
| 14. März | Ludmila Frajt                                 | serbische bzw. jugoslawische Komponistin                                                                        | 79    |       |
| 14. März | Abraham Kurland                               | dänischer Ringer                                                                                                | 86    |       |
| 14. März | Otto Lehmann-Brockhaus                        | deutscher Kunsthistoriker, Direktor der Hertziana in Rom                                                        | 90    |       |
| 14. März | Bernhard Seeger                               | deutscher Schriftsteller                                                                                        | 71    |       |
| 15. März | Harry Callahan                                | US-amerikanischer Fotograf                                                                                      | 86    |       |
| 15. März | Theodor Liesenklas                            | deutscher Politiker (CDU)                                                                                       | 81    |       |
| 16. März | Lucca Chmel                                   | österreichische Fotografin                                                                                      | 87    |       |
| 16. März | Ignazio Gardella                              | italienischer Architekt und Designer                                                                            | 93    |       |
| 16. März | Gratien Gélinas                               | kanadischer Theater- und Filmpionier                                                                            | 89    |       |
| 16. März | Stanislav Hájek                               | tschechischer Schauspieler                                                                                      | 74    |       |
| 16. März | Paul Hupperts                                 | niederländischer Komponist                                                                                      | 80    |       |
| 16. März | Gustav Lohse                                  | deutscher Filmeditor und Drehbuchautor                                                                          | 87    |       |
| 16. März | Karl-Heinz Pahling                            | deutscher Arbeiter, Streikführer beim Volksaufstand des 17. Juni 1953                                           | 72    |       |
| 16. März | Thea Weis                                     | österreichische Schauspielerin                                                                                  | 74    |       |
| 17. März | Boleslaw Barlog                               | deutscher Theaterregisseur                                                                                      | 92    |       |
| 17. März | Hubert Bognermayr                             | österreichischer Komponist und Pionier der elektronischen Musik                                                 | 50    |       |
| 17. März | Nicolae Dumitrescu                            | rumänischer Fußballspieler und -trainer                                                                         | 77    |       |
| 17. März | Humberto Fernández Morán                      | venezolanischer Wissenschaftler                                                                                 | 75    |       |
| 17. März | Ernest Gold                                   | US-amerikanischer Komponist                                                                                     | 77    |       |
| 17. März | Werner Lang                                   | deutscher Fußballspieler                                                                                        | 74    |       |
| 17. März | Hanns Müller                                  | deutscher Maler                                                                                                 | 98    |       |
| 17. März | Hildegard Peplau                              | US-amerikanische Pflegetheoretikerin                                                                            | 89    |       |
| 17. März | Eric Stanton                                  | US-amerikanischer Zeichner erotischer Comics und Illustrationen                                                 | 72    |       |
| 17. März | Carl Weinrother                               | deutscher Pressefotograf                                                                                        | 73    |       |
| 18. März | Werner Danz                                   | deutscher Politiker (FDP), MdB, MdL                                                                             | 75    |       |
| 18. März | Fukuda Hiroichi                               | japanischer Politiker                                                                                           | 85    |       |
| 18. März | Lillian McMurry                               | US-amerikanische Musikproduzentin, Inhaberin von Trumpet Records                                                | 77    |       |
| 18. März | Karl Litschi                                  | Schweizer Radsportler                                                                                           | 86    |       |
| 18. März | Ludwig Penzkofer                              | deutscher Priester, Landescaritasdirektor und Senator (Bayern)                                                  | 89    |       |
| 19. März | Tofilau Eti Alesana                           | samoanischer Politiker, Premierminister von Samoa                                                               | 74    |       |
| 19. März | Paul Beickert                                 | deutscher HNO-Mediziner und Hochschullehrer                                                                     | 87    |       |
| 19. März | Joseph DePietro                               | US-amerikanischer Gewichtheber                                                                                  | 84    |       |
| 19. März | José Agustín Goytisolo                        | spanischer Dichter                                                                                              | 70    |       |
| 19. März | Peppermint Harris                             | US-amerikanischer R&B-Musiker                                                                                   | 73    |       |
| 19. März | Erich Kranz                                   | deutscher evangelischer Pfarrer, Ehrenbürger der Stadt Weimar                                                   | 70    |       |
| 19. März | Juana Reina                                   | spanische Schauspielerin und Sängerin                                                                           | 73    |       |
| 19. März | Gerd Sievers                                  | deutscher Musikwissenschaftler                                                                                  |       |       |
| 20. März | Elsa Barraine                                 | französische Komponistin                                                                                        | 89    |       |
| 20. März | Alfred Gansiniec                              | polnischer Eishockeyspieler und -trainer                                                                        | 79    |       |
| 20. März | David Gillmore, Baron Gillmore of Thamesfield | britischer Diplomat, Life Peer                                                                                  | 64    |       |
| 20. März | Sivert Mattsson                               | schwedischer Skilangläufer                                                                                      | 91    |       |
| 20. März | Armin Meier                                   | liechtensteinischer Heilpädagoge und Politiker                                                                  | 57    |       |
| 20. März | Mickey S. Michaels                            | US-amerikanischer Szenenbildner und Artdirector                                                                 | 67    |       |
| 21. März | Heinrich Abendschein                          | deutscher Agrarwissenschaftler, Verwaltungsbeamter und Politiker (FDP/DVP), MdL                                 | 78    |       |
| 21. März | Mary Ainsworth                                | US-amerikanische Entwicklungspsychologin                                                                        | 85    |       |
| 21. März | Claus Achton Friis                            | dänischer Architekt, Grafiker und Briefmarkenkünstler                                                           | 81    |       |
| 21. März | Jean Guitton                                  | französischer Philosoph und Schriftsteller                                                                      | 97    |       |
| 21. März | John Linus Paschang                           | US-amerikanischer römisch-katholischer Geistlicher, Bischof von Grand Island                                    | 103   |       |
| 21. März | Erwin Sack                                    | deutscher Politiker (SPD), MdL                                                                                  | 63    |       |
| 21. März | Hugo Uhl                                      | deutscher Steinmetz und Bildhauer                                                                               | 80    |       |
| 22. März | Max Beloff, Baron Beloff                      | englischer Historiker und Politiker                                                                             | 85    |       |
| 22. März | Karl-Heinz Exner                              | deutscher Politiker (CDU), MdB                                                                                  | 79    |       |
| 22. März | Paul-Marcel Gauthier                          | kanadischer Priester, Sänger und Komponist                                                                      | 89    |       |
| 22. März | Otto Gekeler                                  | deutscher Volkswirt                                                                                             | 86    |       |
| 22. März | David Strickland                              | US-amerikanischer Filmschauspieler                                                                              | 29    |       |
| 23. März | Osmond Borradaile                             | kanadischer Kameramann                                                                                          | 100   |       |
| 23. März | Dorothea Brooking                             | britische Filmregisseurin, Drehbuchautorin und Filmproduzentin                                                  | 82    |       |
| 23. März | Maurice Clautier                              | belgischer Radrennfahrer                                                                                        | 80    |       |
| 23. März | Kōno Takashi                                  | japanischer Grafiker                                                                                            | 93    |       |
| 23. März | Hermann Meyer                                 | deutscher Kommunalpolitiker (CDU) und Bürgermeister (Gemeinde Seevetal)                                         |       |       |
| 23. März | Sergio Montanari                              | italienischer Filmeditor                                                                                        | 61    |       |
| 23. März | Santiago Rompani                              | uruguayischer Politiker                                                                                         |       |       |
| 23. März | Elisabeth Schache                             | deutsche Generalprokuratorin                                                                                    | 92    |       |
| 23. März | Willi Stadel                                  | deutscher Geräteturner und Olympiasieger                                                                        | 86    |       |
| 24. März | Henry Brandon, Baron Brandon of Oakbrook      | britischer Richter und Jurist                                                                                   | 78    |       |
| 24. März | Julius Cebulla                                | deutscher Politiker (SED)                                                                                       | 81    |       |
| 24. März | Rodolfo Clavería                              | chilenischer Fußballspieler                                                                                     | 76    |       |
| 24. März | Édouard Debétaz                               | Schweizer Politiker (FDP)                                                                                       | 81    |       |
| 24. März | Franz Eder                                    | österreichischer Vereinsfunktionär                                                                              | 78    |       |
| 24. März | Rudolf Fleck                                  | deutscher Emailkünstler                                                                                         | 74    |       |
| 24. März | Otto Konstantin Kaufmann                      | Schweizer Rechtswissenschaftler und Bundesrichter                                                               | 85    |       |
| 24. März | Rolf Nebinger                                 | deutscher Politiker (CDU)                                                                                       | 81    |       |
| 24. März | Gertrud Scholtz-Klink                         | deutsche Reichsfrauenführerin im Dritten Reich                                                                  | 97    |       |
| 24. März | Arno Theus                                    | Schweizer Politiker (Demokratische Partei Graubündens)                                                          | 87    |       |
| 25. März | Hans Robert Müller                            | österreichischer Mathematiker, Professor und Direktor mathematischer Institute an Universitäten                 | 87    |       |
| 25. März | Friedrich Rögelein                            | deutscher Offizier der Wehrmacht                                                                                | 88    |       |
| 25. März | Albert Stein                                  | deutscher Jurist, evangelischer Theologe und Hochschullehrer                                                    | 74    |       |
| 25. März | Wjatscheslaw Tschornowil                      | ukrainischer Dissident, Menschenrechtler, Abgeordneter                                                          | 61    |       |
| 25. März | Mighty Joe Young                              | US-amerikanischer Bluesmusiker                                                                                  | 71    |       |
| 26. März | Hubert Borowicka                              | österreichischer Bauingenieur                                                                                   | 88    |       |
| 26. März | Hans Geissberger                              | Schweizer Bildhauer und Maler                                                                                   | 77    |       |
| 26. März | Hans-Werner Gensichen                         | deutscher Theologe, Missions- und Religionswissenschaftler, Professor für Religionsgeschichte und Missionswi... | 83    |       |
| 26. März | Eva Kolstad                                   | norwegische Politikerin, Mitglied des Storting                                                                  | 80    |       |
| 26. März | Hermann Schierig                              | deutscher Politiker (SPD), MdL                                                                                  | 78    |       |
| 26. März | Wilfried Senoner                              | italienischer Künstler und Bildhauer (Südtirol)                                                                 | 54    |       |
| 27. März | Michael Aris                                  | britischer Historiker und Tibetologe                                                                            | 53    |       |
| 27. März | Alfred Einhellinger                           | deutscher Musiker, Maler und Mykologe                                                                           | 86    |       |
| 27. März | Adalbert Heil                                 | deutscher Pfarrer                                                                                               | 91    |       |
| 27. März | Hans König                                    | deutscher Politiker (SPD), MdL                                                                                  | 82    |       |
| 27. März | Rolf Ludwig                                   | deutscher Schauspieler                                                                                          | 73    |       |
| 27. März | Egon Menz                                     | deutscher Germanist und Dramatiker                                                                              | 59    |       |
| 28. März | Johannes C. Brengelmann                       | deutscher Psychologe                                                                                            | 79    |       |
| 28. März | Franco Gasparri                               | italienischer Schauspieler                                                                                      | 50    |       |
| 28. März | Freaky Tah                                    | US-amerikanischer Rapper                                                                                        | 27    |       |
| 28. März | Rudolf Gompper                                | deutscher Chemiker                                                                                              | 73    |       |
| 28. März | George Markey                                 | US-amerikanischer Organist                                                                                      | 73    |       |
| 28. März | Klara Schabrod                                | deutsche Antifaschistin und Kommunistin                                                                         | 96    |       |
| 28. März | Edmund Schallenberg                           | US-amerikanischer Handballspieler                                                                               | 85    |       |
| 29. März | Friedrich Förster                             | deutscher Physiker                                                                                              | 91    |       |
| 29. März | Hermann-Josef Kaltenborn                      | deutscher Politiker (SPD), Bürgermeister der Stadt Stolberg                                                     | 78    |       |
| 29. März | Sheldon B. Kopp                               | US-amerikanischer Psychotherapeut                                                                               | 70    |       |
| 29. März | Boris Anastasjewitsch Kordemski               | sowjetischer Mathematiker                                                                                       | 91    |       |
| 29. März | Paul Kretschmer                               | deutscher Kommunalpolitiker (SPD)                                                                               | 88    |       |
| 29. März | Giulia Mastrelli Anzilotti                    | italienische Philologin und Dialektologin                                                                       | 71    |       |
| 29. März | Leonard Mountain Chief                        | US-amerikanischer indianischer Aktivist, Schauspieler und Country-Musiker                                       | 59    |       |
| 29. März | Joe Williams                                  | US-amerikanischer Jazz-Sänger                                                                                   | 80    |       |
| 29. März | Gyula Zsengellér                              | ungarischer Fußballspieler                                                                                      | 83    |       |
| 30. März | Heinz Ansmann                                 | deutscher Bankier und Politiker                                                                                 | 93    |       |
| 30. März | Albert Coppé                                  | belgischer Politiker                                                                                            | 87    |       |
| 30. März | Michel Crépeau                                | französischer Politiker, Mitglied der Nationalversammlung                                                       | 68    |       |
| 30. März | Manuel Pedro da Cunha Cintra                  | brasilianischer Geistlicher, Bischof von Petrópolis                                                             | 92    |       |
| 30. März | Peter Gosztony                                | ungarisch-schweizerischer Historiker                                                                            | 67    |       |
| 30. März | Anton Joos                                    | deutscher Kommunist und SED-Funktionär                                                                          | 99    |       |
| 30. März | Juri Walentinowitsch Knorosow                 | sowjetischer Ägyptologe, der 1952 einen phonetischen Ansatz zur Entzifferung der Maya-Schrift präsentierte      | 76    |       |
| 30. März | Igor Alexandrowitsch Netto                    | sowjetischer Fußballspieler                                                                                     | 69    |       |
| 30. März | Franz Ronneberger                             | deutscher Politik- und Kommunikationswissenschaftler                                                            | 86    |       |
| 30. März | Willy Timm                                    | deutscher Stadtarchivar und Heimathistoriker                                                                    | 68    |       |
| 30. März | Wolfgang Trattner                             | deutscher Jazztrompeter                                                                                         | 57    |       |
| 31. März | Roger Couard                                  | französischer Fußballspieler                                                                                    | 86    |       |
| 31. März | Jerry Toth                                    | kanadischer Jazzmusiker, Komponist und Arrangeur                                                                | 70    |       |
| März     | N. Jay Jaffee                                 | US-amerikanischer Fotograf                                                                                      |       |       |
| März     | Bill Knox                                     | schottischer Schriftsteller, Journalist und Redakteur                                                           |       |       |